# Vierbrüdersäule

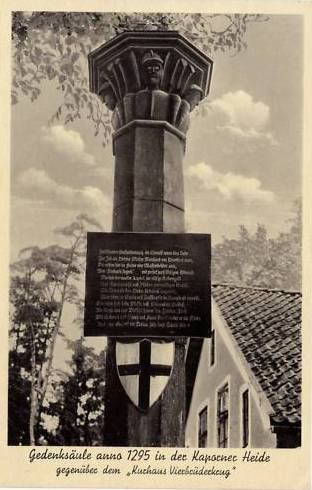
Die Vierbrüdersäule

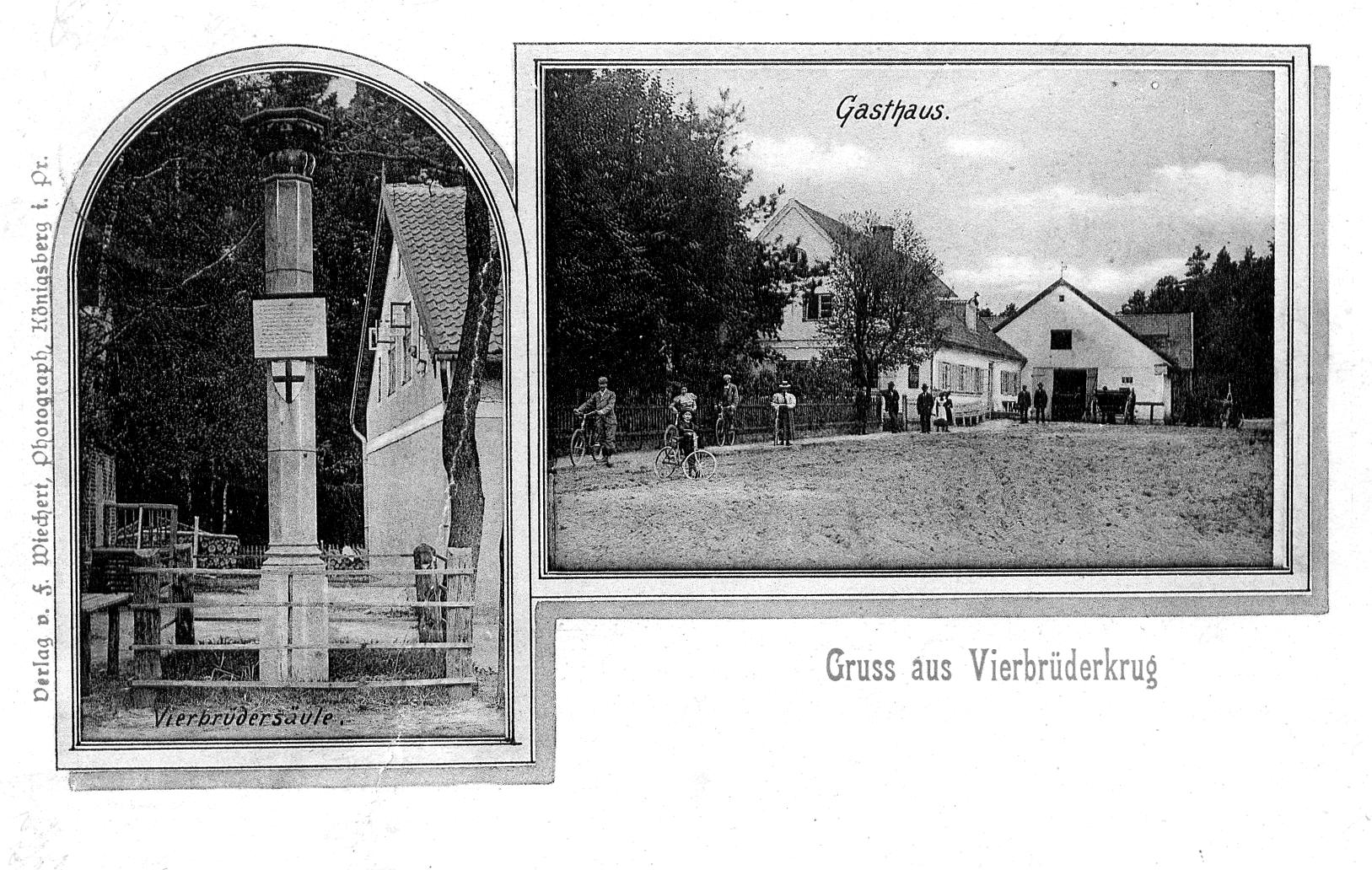
Vierbrüderkrug in Metgethen

Die Vierbrüdersäule war eine Säule in der Nähe von Königsberg in der Kaporner Heide. Der Anlass der Errichtung und ihr Zweck sind nicht gesichert, im neunzehnten Jahrhundert kursierende Erklärungsversuche stellten einen Zusammenhang zwischen der Säule und der Erzählung von vier Brüdern des Deutschen Ordens her, die 1295 einen Raubzug unternommen hatten, auf dem Heimweg  verfolgt wurden  und dann selbst Opfer eines Überfalls geworden sein sollen. Ein Überlebender soll zunächst am Ort der Bluttat ein schwarzes Gedenkkreuz errichtet haben; der Landmeister Meinhard von Querfurt ließ später anstelle des Kreuzes ein Denkmal errichten.

## Beschreibung
Die ursprünglich als schwarzes Holzkreuz später als Steinstele neu errichtete Säule zeigte im Kapital vier bärtige, behelmte Männerköpfe. An der Säule selbst war wahrscheinlich spätestens seit 1900 das Wappenschild des Deutschen Ordens und eine Tafel mit folgendem Spruch angebracht:
Zwölfhundertfünfundneunzig – die Chronik nennt dies Jahr

Zur Zeit, als Ordens-Meister Meinhard von Querfurt war,

Da ruhten hier im Haine vier Waffenbrüder aus,

Von Sudau’n siegreich kehrend zurück nach blutgem Strauß.

Da war der wackre Dyvel, der rüstge Kobenzell

Und Stobemehl und Röder, ein mutiger Gesel’.

Die Treue, die dem Orden sie hatten angelobt,

War schon in Gau’n voll Aufstands im Kampfe oft erprobt.

Sie saßen froh beim Mahle, nach Conovedits Schloß,

Da stürzte aus dem Dickicht hervor der Feinde Troß.

Mit Schwert und Spieß und Keule streckt nieder er die Vier.

und zum Gedenk’ der Toten steht diese Säule hier.

## Deutungen der Säule
Johannes Voigt und Johann Georg Theodor Grässe erwähnen verschiedene, kursierende Deutungen der Säule. So nennt Voigt etwa die Interpretation der vier Gesichter als Wegegötter, Grässe die Möglichkeit, dass die Säule an der Stelle einer von den Prußen verehrten vierzweigigen Eiche stehe. Des Weiteren erwähnen beide die Interpretation der Säule als Denkmal für vier hingerichtete Mörder, oder aber als Erinnerung an ein gemeinsames Jagdvergnügen von vier Fürsten (Voigt und Grässe nennen dabei jeweils unterschiedliche Fürsten).
Grässe erachtet die Interpretation der Säule als Ehrensäule für Sieg und beutebeladene Rückkehr von vier Ordensbrüdern für am wahrscheinlichsten. Voigt argumentiert aber zugunsten einer anderen Deutung: Die Säule diene der Erinnerung an vier getötete Brüder des deutschen Ordens. Voigt mutmaßt, dass möglicherweise Martin Golin, der nahebei seinen Wohnsitz gehabt habe, die Säule zum Gedenken an vier seiner in der Umgegend begrabenen Mitstreiter, die zugleich Halbbrüder des Ordens gewesen seien, errichtet habe. Auch den Namen der Heide bringt Voigt mit diesem Ereignis in Verbindung, denn auf prußisch bezeichne "kapurnei" eine Grabstätte.
Durch den Geschichtsschreiber Peter von Dusburg, auf dessen Werk „Chronicon terre Prussie“ aus dem 14. Jahrhundert sich auch Voigt bezieht, ist diese Deutung der Säule nicht gedeckt, da Peter weder Martins Wohnsitz, noch die Errichtung einer Säule erwähnt. Das an der Säule angebrachte Gedicht bezieht sich allerdings dennoch auf Namen und Ereignisse aus der Chronik.

## Der Vierbrüderkrug
Neben der Säule stand der sogenannte „Vierbrüderkrug“. Das Gasthaus war um 1730 mitten im Wald errichtet worden. Mit seinem Biergarten war es ein beliebtes Ausflugslokal. Weder das Gasthaus noch die Säule sind erhalten.

## Bilder

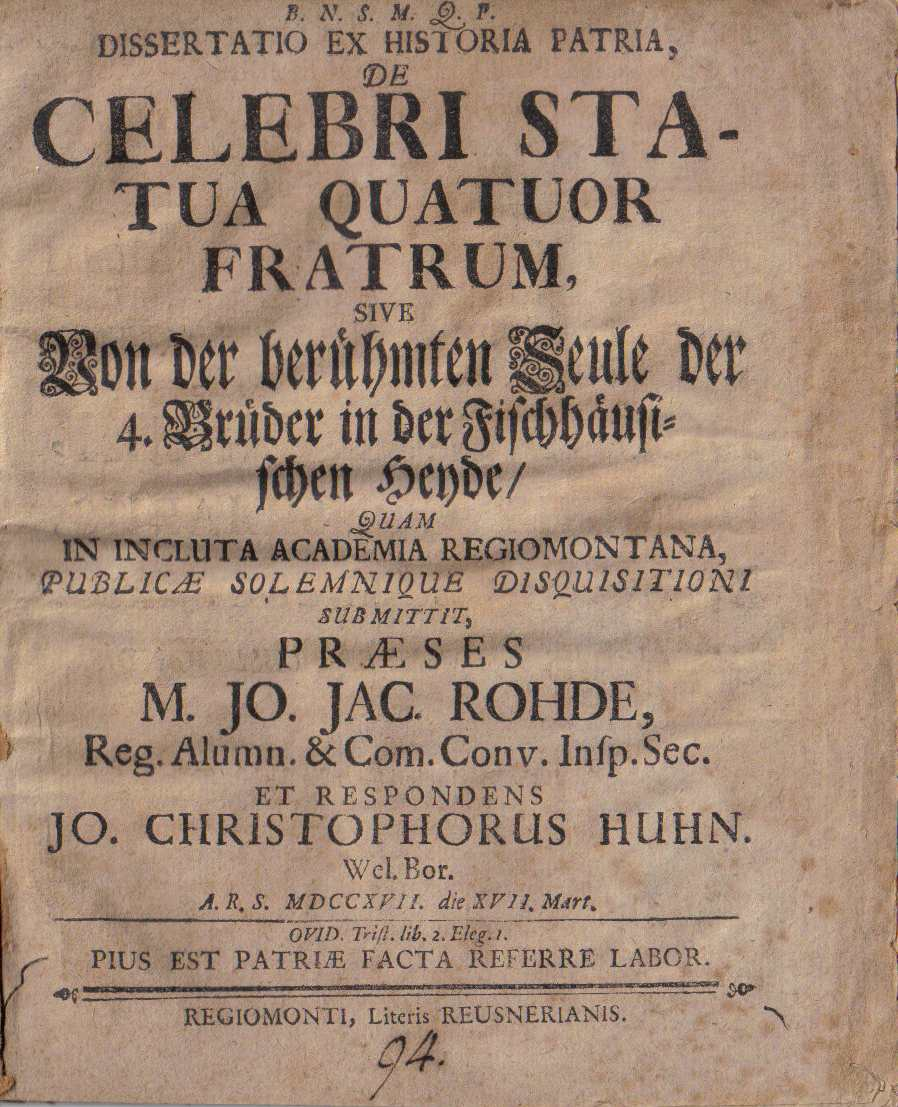
Dissertation über die Säule der vier Brüder in der Fischhäusischen Heide (1717)
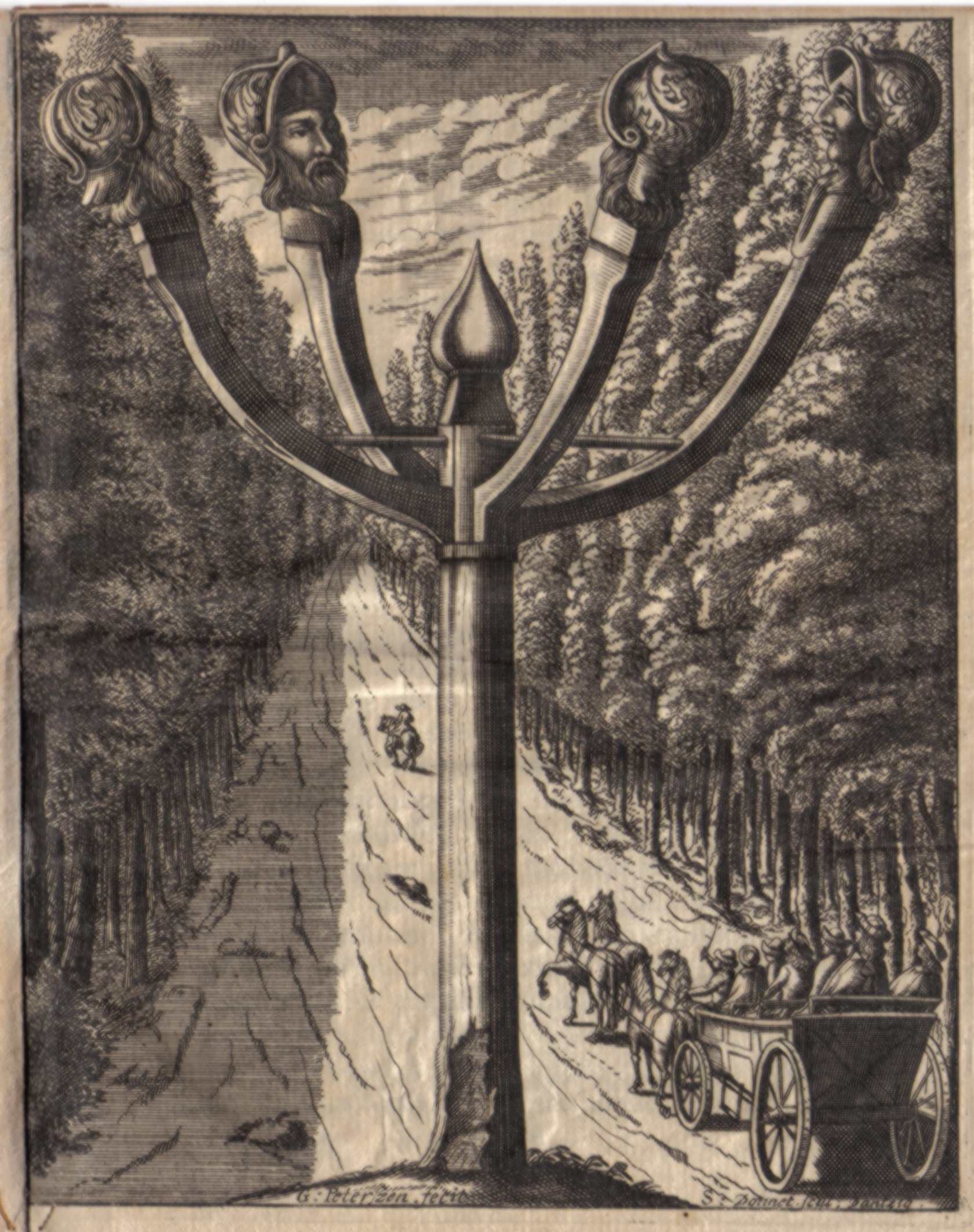
Säule der vier Brüder in der Fischhäusischen Heide (1717)
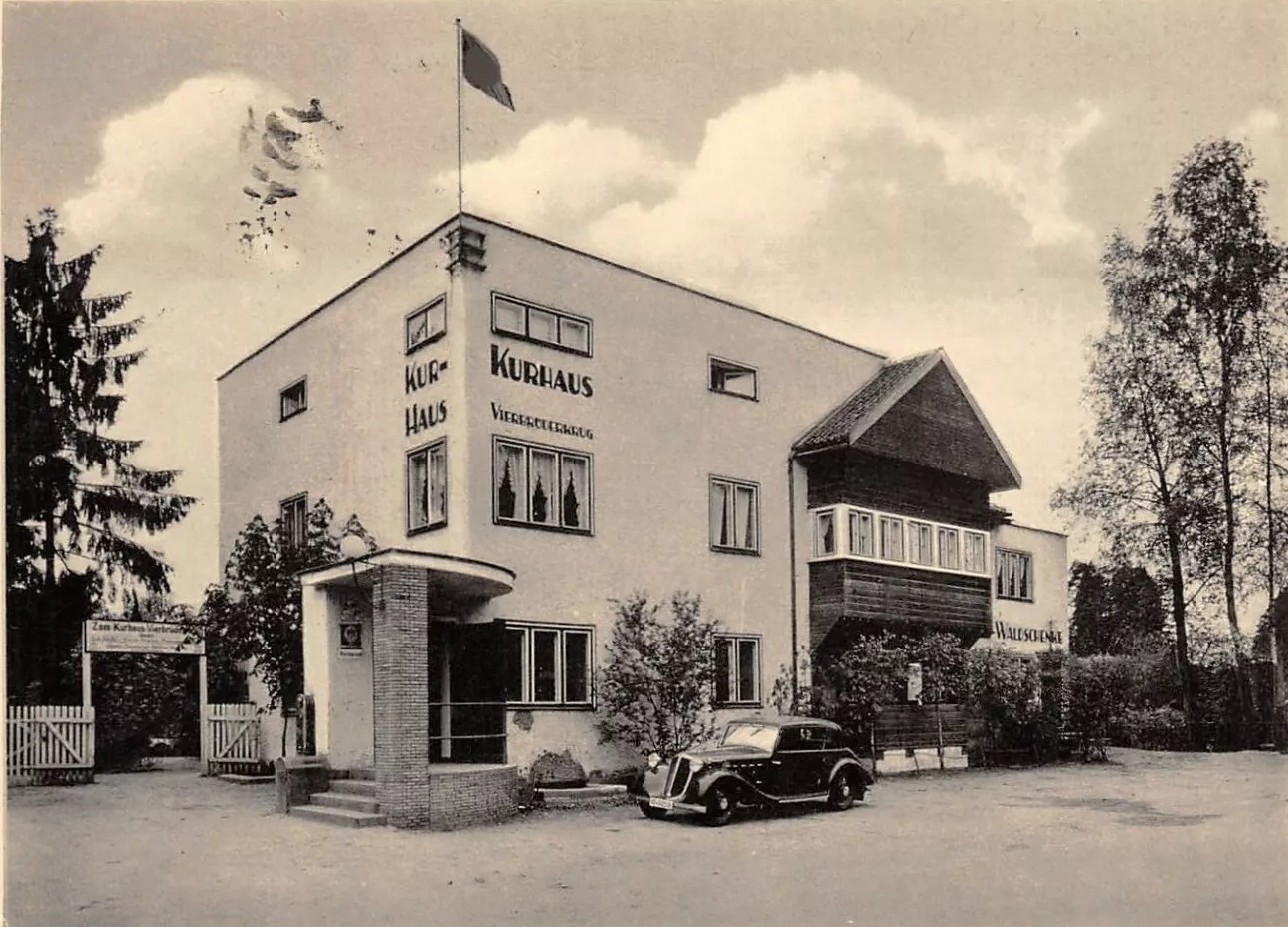
Das Kurhaus Vierbrüderkrug